# TAC (активатор TERT)
TAC (TERT activator compound) это малая молекула, низкомолекулярный активатор, который индуцирует транскрипцию каталитической субъединицы фермента теломеразы, называемой TERT. Известно что активаторы теломеразы обладают защитной и даже  терапевтической активностью против таких возрастных заболеваний как сердечно-сосудистые, когнитивные, нейродегенеративные заболевания и рак.
В опытах на постаревших мышах было показано, что ТАС достигает многочисленных тканей и органов и снижает в них признаки старения. Воздействуя на ткани организма, он значительно снизил в них  возрастное воспаление за счет снижения клеточного старения и воспалительных цитокинов, улучшил нервно-мышечную функцию, координацию, силу хвата и скорость, стимулируя нейрогенез и обратив вспять саркопению. При этом препарат выводится из организма примерно за три часа. Этого было достаточно, чтобы улучшить многочисленные признаки старения. Хроническое введение TAC оказало заметное влияние на здоровье мозга и когнитивные способности мышей без явной токсичности и повышения риска рака.

## Критика
Длинные теломеры не ведут к особенно долгой жизни, поскольку хотя короткие теломеры могут привести к преждевременному старению, длинные теломеры мешают организму использовать ускоренное старение клеток, накопивших мутации, в качестве защиты от онкологии. Человеческий организм живет намного дольше чем организм мышей (на которых и проверялось действие TAC) поэтому хроническое использование TAC для человека в десятки раз опаснее чем для мыши. 